# Journal of the Korean Astronomical Society
Journal of the Korean Astronomical Society, kurz JKAS, ist eine internationale Fachzeitschrift für Astronomie und Astrophysik. JKAS wird seit 1968 von der Korean Astronomical Society in Südkorea herausgegeben. Die Zeitschrift unterliegt den Grundsätzen des Open Access und des Peer-Review. JKAS erscheint zweimonatlich (sechs Ausgaben pro Jahr) in englischer Sprache.
JKAS publiziert Originalarbeiten in Artikelform und Übersichtsartikel. Der Jahrgang 2012 (Band 45) umfasst 20 Arbeiten. Als nicht-kommerzielle Open-Access-Zeitschrift finanziert sich JKAS im Wesentlichen durch von Autoren erhobene Gebühren.